# Raphaël Imbert

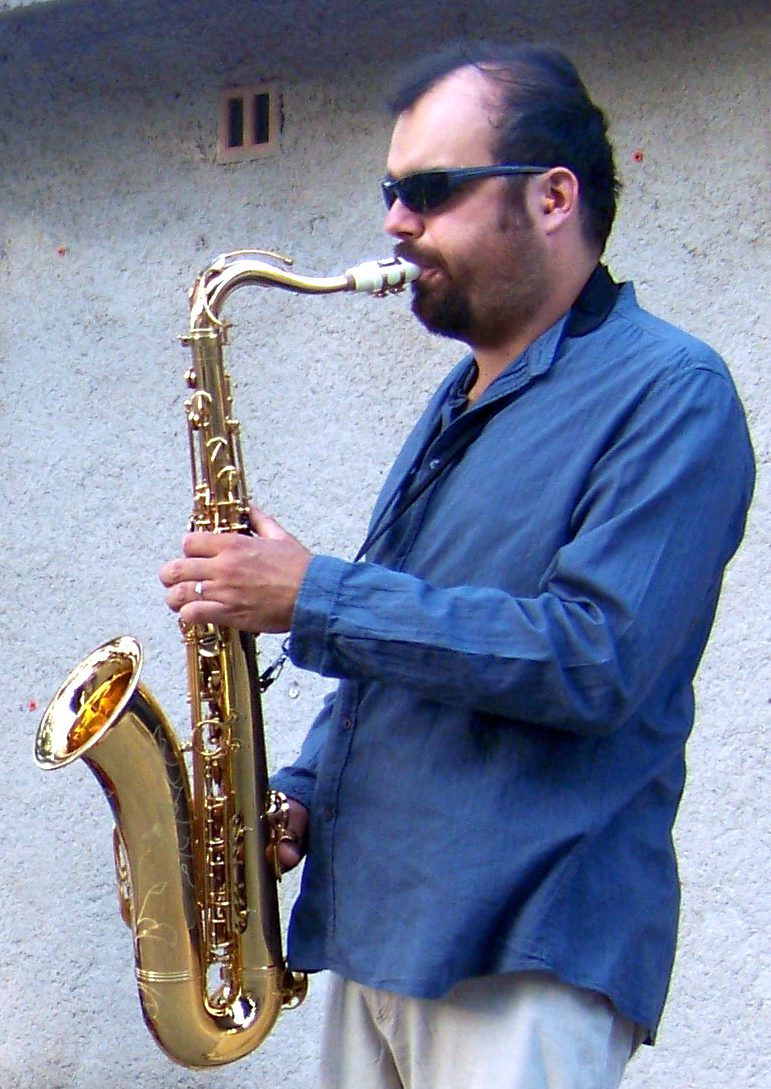
Raphaël Imbert (2009)

Raphaël Imbert (* 2. Juni 1974 in Thiais) ist ein französischer Jazzmusiker (Saxophone, Klarinetten, Komposition) und Musikwissenschaftler.

## Leben und Wirken
Imbert lernte im Alter von fünfzehn Jahren zunächst als Autodidakt Saxophon zu spielen. Er studierte in der Jazzklasse von Philippe Renault am Konservatorium von Marseille. Zum Abschluss erhielt er 1995 den ersten Preis des Konservatoriums.
1996 gründete er die Gruppen Hemlé Orchestra und das Atsas-Imbert Consort (mit dem Gitarristen Émile Atsas, dem Pianisten Vincent Lafont und dem Schlagzeuger Jean-Luc Di Fraya, mit denen er bei Jazz à Vienne, dem Nice Jazz Festival und der Fiesta des Suds in Marseille auftrat). Imbert leitete dann diverse andere Projekte, die auch auf Alben dokumentiert sind; unter anderem stellte er die Musik von Johann Sebastian Bach der von John Coltrane und Werke von Wolfgang Amadeus Mozart denen von Duke Ellington gegenüber. Er tritt auch mit mehreren von ihm gegründeten Gruppen der Compagnie Nine Spirit auf, zu denen er Musiker wie Gerald Cleaver, Joe Martin, Yaron Herman und Zim Ngqawana einlud. Mit Urs Leimgruber, Joe McPhee und Evan Parker nahm er einen Titel für das Album 13 Miniatures for Albert Ayler (RogueArt 2010) auf. Auch holte ihn Archie Shepp in sein Attica Blues Orchestra (I Hear The Sound, 2013).
Imbert hat Film- und Theatermusiken für Projekte von Philippe Carrese und Isabelle Boni-Claverie komponiert.
Von 2003 bis 2006 war er Assistenzprofessor in der Jazzklasse des Konservatoriums von Marseille. Seit 2010 ist Imbert Mitglied der Forschungsgruppe Improtech, die im Auftrag der Nationalen Forschungsagentur den Zusammenhang zwischen Improvisation und neuen Technologien untersucht. Daneben ist er Jazzkoordinator am Institut d'Enseignement Supérieur de la Musique Europe et Méditerranée d'Aix en Provence. Seit September 2019 ist er der Leiter des Nationalkonservatoriums von Marseille.

## Preise und Auszeichnungen
Imbert erhielt für seine sechsmonatige Forschungsarbeit über geistliche Musik im Jazz in New York 2003 den Preis La Villa Médicis Hors les Murs. 2005 gewann er mit seiner Gruppe Newtopia Project den Hauptpreis für Orchester und den zweiten Preis als Solist beim nationalen Jazzwettbewerb von La Défense. 2018 wurde sein Album Music Is My Hope als Grenzgänger-Album bei den Les Victoires du Jazz ausgezeichnet.

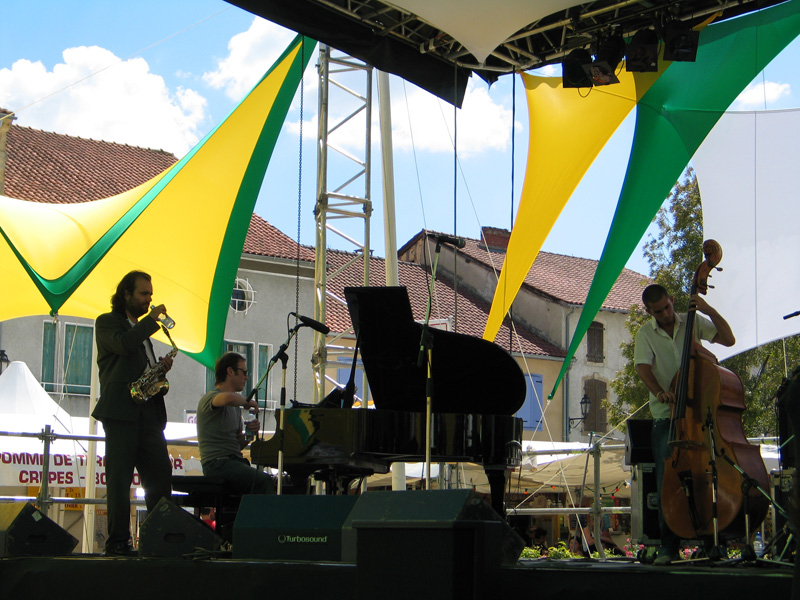
Auftritt des Newtopia Project bei Jazz in Marciac 2005)

## Diskographische Hinweise
- Raphaël Imbert Nine Spirit: Méditations dans un cratère (Idéoplurielle 2002)
- Newtopia Project: Suite élégiaque (Zig-Zag Territoires 2006, mit Zim Ngqawana, Yaron Hermann, Stephan Caracci, Simon Tailleu, Cedrick Bec)
- Raphaël Imbert Project: Bach – Coltrane, (Zig-Zag Territoires 2008)
- New York Project (Zig-Zag Territoires 2009, mit Joe Martin, Gerald Cleaver)
- Raphaël Imbert & André Jaume: Janus (Label Durance / Orkhêstra 2013; Kompositionen von Alain Soler)
- The Alppalachians, (Label Durance / Orkhêstra 2015, mit Marion Rampal, Pierre Fenichel, Paul Elwood[3]
- Music is My Home: Prologue,  (Jazz Village 2015, mit Big Ron Hunter, Leyla McCalla, Anne Paceo, Sarah Quintana, Alabama Slim)
- Music is My Hope, (2018, mit Pierre-François Blanchard, Thomas Weirich, Pierre Durand, Jean-Luc Difraya, Aurore Imbert, Marion Rampal, Big Ron Hunter, Manu Barthelemy)

## Schriften
- Jazz suprême, initiés, mystiques et prophètes. Éditions de l'Éclat, 2014; ISBN 978-2-84162-344-0